# أنيتا فيرنر
أنيتا فيرنر (بالبولندية: Anita Werner)‏ هي صحفية وممثلة بولندية، ولدت في 28 مارس 1978 في وودج في بولندا.

## وصلات خارجية
- أنيتا فيرنر على موقع IMDb (الإنجليزية)
- أنيتا فيرنر على موقع ديسكوغز (الإنجليزية)